# Wilhelm Schäfer (Politiker, 1874)
Wilhelm Schäfer (* 23. November 1874 in Oberissigheim; † nach 1933) war ein deutscher Landwirt und Mitglied des Provinziallandtages der Provinz Hessen-Nassau.

## Leben
Wilhelm Schäfer betrieb in Wachenbuchen, Ortsteil von Maintal im Main-Kinzig-Kreis, eine Landwirtschaft und betätigte sich politisch. Zum 1. Januar 1931 trat er in die NSDAP ein (Mitgliedsnummer 414.436) und wurde Ortsgruppenleiter in Oberissigheim, wo er nach dem Urteil des NSDAP-Kreisleiters ein „unermüdlicher Werber für die Partei“ war.
1933 wurde er Mitglied des kurhessischen Kommunallandtags des preußischen Regierungsbezirks Kassel bzw. des Provinziallandtages der preußischen Provinz Hessen-Nassau.
Beide Parlamente wurden von den Nationalsozialisten aufgelöst.